# Alison Carroll
Alison Carroll (ur. 21 maja 1985 w Croydon w Londynie) – brytyjska gimnastyczka i modelka, w latach 2008–2010 oficjalna modelka Lary Croft.

## Życiorys
Od siódmego roku życia ćwiczy gimnastykę, reprezentowała Wielką Brytanię w zawodach gimnastycznych, występowała przed księciem Karolem. Była trenerką i choreografką dziecięcej grupy gimnastycznej, a jej podopieczni zwyciężyli w British National Gymnastics Championships w kategorii juniorów. Pracowała jako recepcjonistka na polu golfowym.
W sierpniu 2008 ogłoszona została nowym wcieleniem Lary Croft i promowała grę komputerową Tomb Raider: Underworld produkowaną przez Eidos Interactive.